# Eddie Boland
Eddie Boland (27 de diciembre de 1883-3 de febrero de 1935) fue un actor de cine estadounidense. Apareció en 112 películas entre 1912 y 1937.
Nació en San Francisco, California, y murió en Santa Mónica, California de un ataque al corazón.

## Filmografía selecta
- Lucille Love, Girl of Mystery (1914)
- Don't Shove (1919)
- Oliver Twist (1922)
- Amanecer (1927)
- The Kid Brother (1927)
- The Death Kiss (1932)